# The Tigers
Pour plus de détails, voir Fiche technique et Distribution.
The Tigers (五虎將之決裂, Ng foo cheung: Kuet lit) est un film d'action hongkongais réalisé par Eric Tsang et sorti en 1991 à Hong Kong. C'est l'adaptation de la série TV Rise and Fall of a Stand-In de 1984.
Ses acteurs principaux sont les « Cinq généraux tigres de TVB », cinq célèbres acteurs de télévision des années 1980.
Il totalise 11 399 717 HK$ au box-office.

## Synopsis
Une équipe de cinq policiers hongkongais démantèle un trafic de drogue. Mais le beau-frère d'un des policiers est impliqué dans l'affaire et leur donne une grosse somme d'argent en échange de leur silence. Mais avec l'argent vient la galère car le syndicat du crime organisé en veut toujours plus pour son argent.

## Fiche technique
- Titre original : 五虎將之決裂
- Titre international : The Tigers
- Réalisation : Eric Tsang
- Scénario : Nam Yin et James Yuen
- Photographie : Jingle Ma (en)
- Montage : Kam Ma
- Musique : Tats Lau et Patrick Lui
- Production : Wallace Cheung
- Société de production : Movie Impact
- Société de distribution : Newport Entertainment
- Pays d'origine :  Hong Kong
- Langue originale : cantonais
- Format : couleur
- Genre : action
- Durée : 110 minutes
- Dates de sortie :
  -  Hong Kong : 3 juillet 1991
  -  Corée du Sud : 21 septembre 1991

## Distribution
- Andy Lau : Thief/Lau Chi-ming
- Tony Leung Chiu-wai : Scalp
- Felix Wong : Ben
- Michael Miu : Wah
- Kent Tong : Fong Heung-tung
- Bryan Leung : Oncle Tin
- Irene Wan : Shirley
- Shing Fui-on : Shing Sha-pei
- Philip Chan : Cho Siu-ping
- Yammie Lam : la femme de Wah
- Lo Lieh : Chiuchow Ping
- Chen Kuan-tai : Hon-wai
- Eric Tsang : un membre des Special Duties Unit (en) (caméo)